# Nuno Eanes Cerzeo
Nuno Eanes Cerzeo (también Nuno Eanes de Cerceo o Serceo) fue un noble y trovador castellano del siglo XIII.

## Biografía
Procede de una familia noble oriunda de la localidad de Cercio, situada en el norte de Lalín. Se sitúa su nacimiento en los últimos años del siglo XII y poseyó propiedades en Belasar. Tuvo 2 hijos llamados Afonso e Gonçalvo Nunez, localizados en Sevilla (1268) y en Badajoz (1270); este hecho, sumando a que puede ser la misma persona que aparece en reparticiones de tierras en Sevilla y Jerez, hacen suponer que participó en las reconquistas llevadas a cabo por Fernando III y Alfonso X.
Su muerte se produjo en 1268 o poco antes de esa fecha, según se desprende de la disputa por unas tierras suyas entre su hermana Urraca Eanes y los hijos de Nuno Eanes. Este pleito está constatado en los documentos de la catedral de Orense.

## Obra
Se conservan 11 obras, de las cuales 2 son de dudosa autoría. 10 de ellas son cantigas de amor, la otra cantiga pertenece al subgénero llamado descort, única pieza de este tipo que se conserva. Este autor destacaba por su capacidad versificadora y la innovación de formas.  